# Val-d’Arc
Val-d’Arc ist eine französische Gemeinde mit 2.009 Einwohnern (Stand: 1. Januar 2022) im Département Savoie in der Region Auvergne-Rhône-Alpes. Sie gehört zum Kanton Saint-Pierre-d’Albigny und zum Arrondissement Saint-Jean-de-Maurienne.
Sie entstand als Commune nouvelle mit Wirkung vom 1. Januar 2019 durch die Zusammenlegung der bisherigen Gemeinden Randens und Aiguebelle, die in der neuen Gemeinde den Status einer Commune déléguée haben. Der Verwaltungssitz befindet sich im Ort Radens.

## Gliederung
| Ortsteil                  | ehemaliger INSEE-Code | Fläche (km²) | Einwohnerzahl zum 1. Januar 2022 |
| ------------------------- | --------------------- | ------------ | -------------------------------- |
| Randens (Verwaltungssitz) | 73212                 | 10,36        | .0820                            |
| Aiguebelle                | 73002                 | 03,85        | 1.189                            |

## Lage
Die Gemeinde liegt rund 15 Kilometer Luftlinie südlich von Albertville beiderseits des Flusses Arc. Die Autobahn A43 durchquert das Gemeindegebiet.
Nachbargemeinden sind Bonvillaret im Norden, Montsapey im Osten, Argentine im Süden, Saint-Georges-d’Hurtières im Südwesten und Montgilbert im Westen.

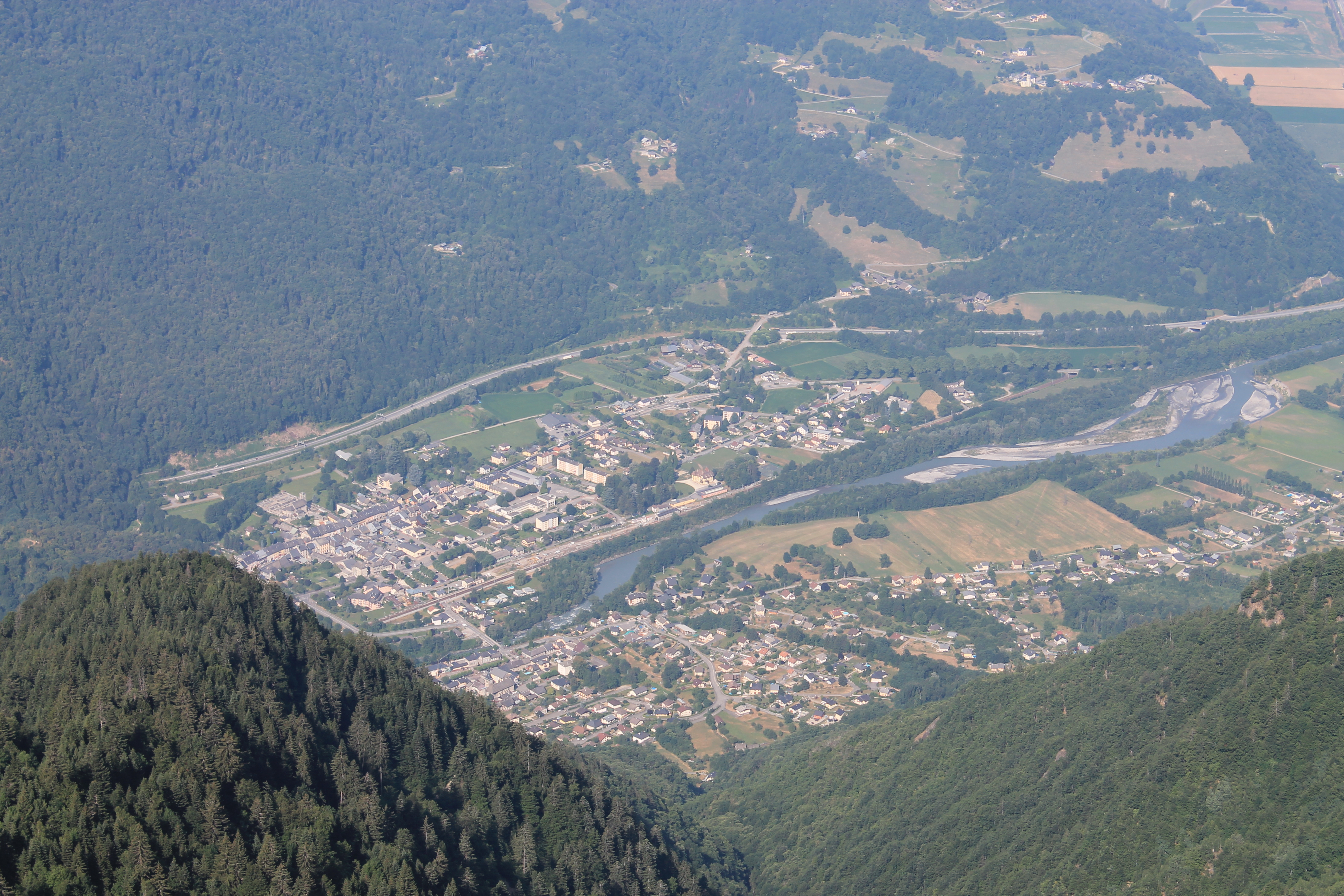
Luftaufnahme von Aiguebelle und Randens